# آشبرگ
آشبرگ (به آلمانی: Ascheberg) یک شهر در آلمان است که در کسفلد واقع شده‌است. آشبرگ ۱۵٬۰۳۴ نفر جمعیت دارد.

## خواهرخوانده
شهرهای راینزبرگ، بوجیانو و Olszyna خواهرخوانده‌های آشبرگ هستند.